# Pontiac Fiero
Pontiac Fiero – dwumiejscowy samochód sportowy klasy kompaktowej produkowany pod amerykańską marką Pontiac w latach 1983–1988.

## Historia i opis modelu

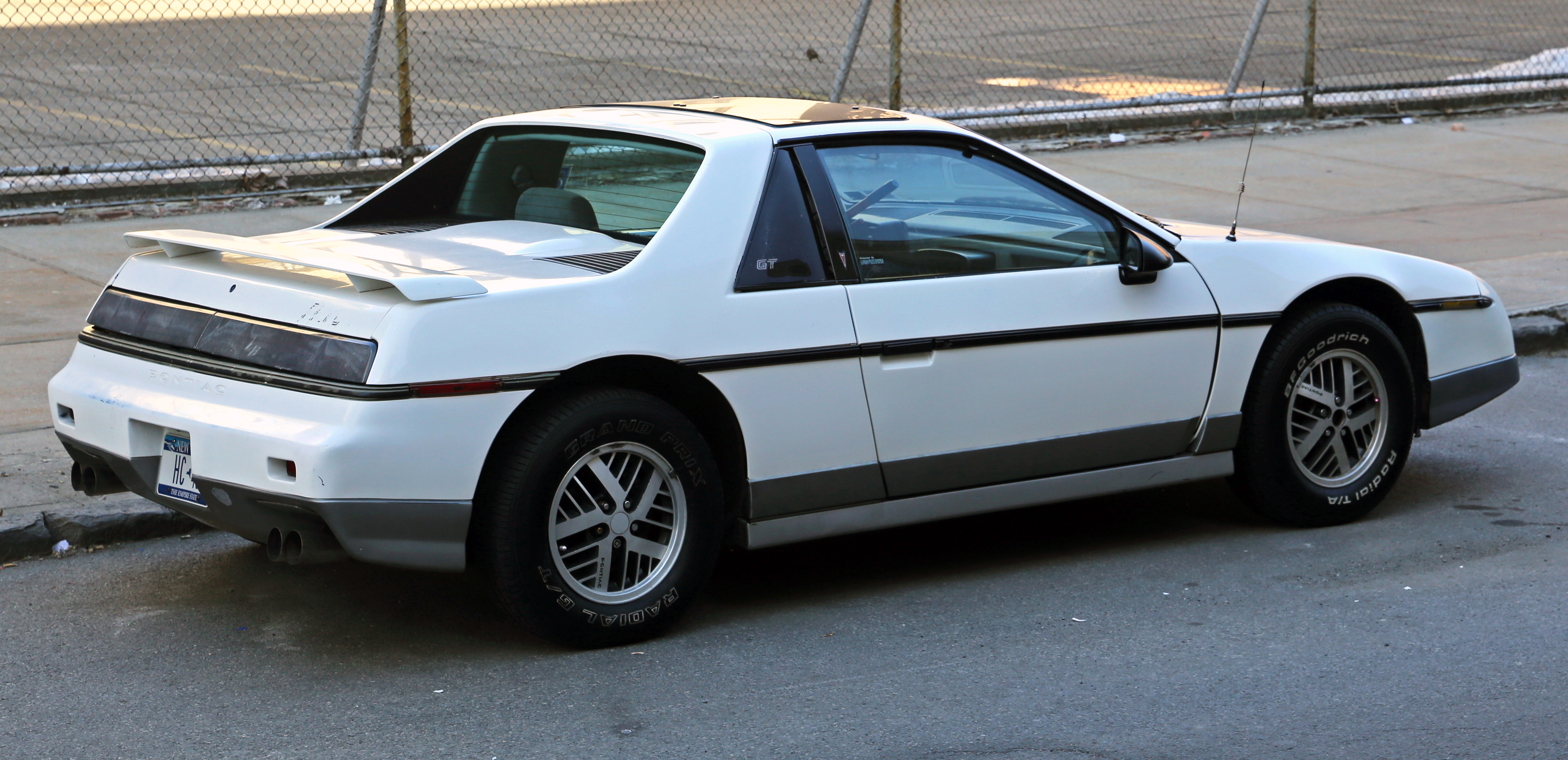
Pontiac Fiero GT notchback

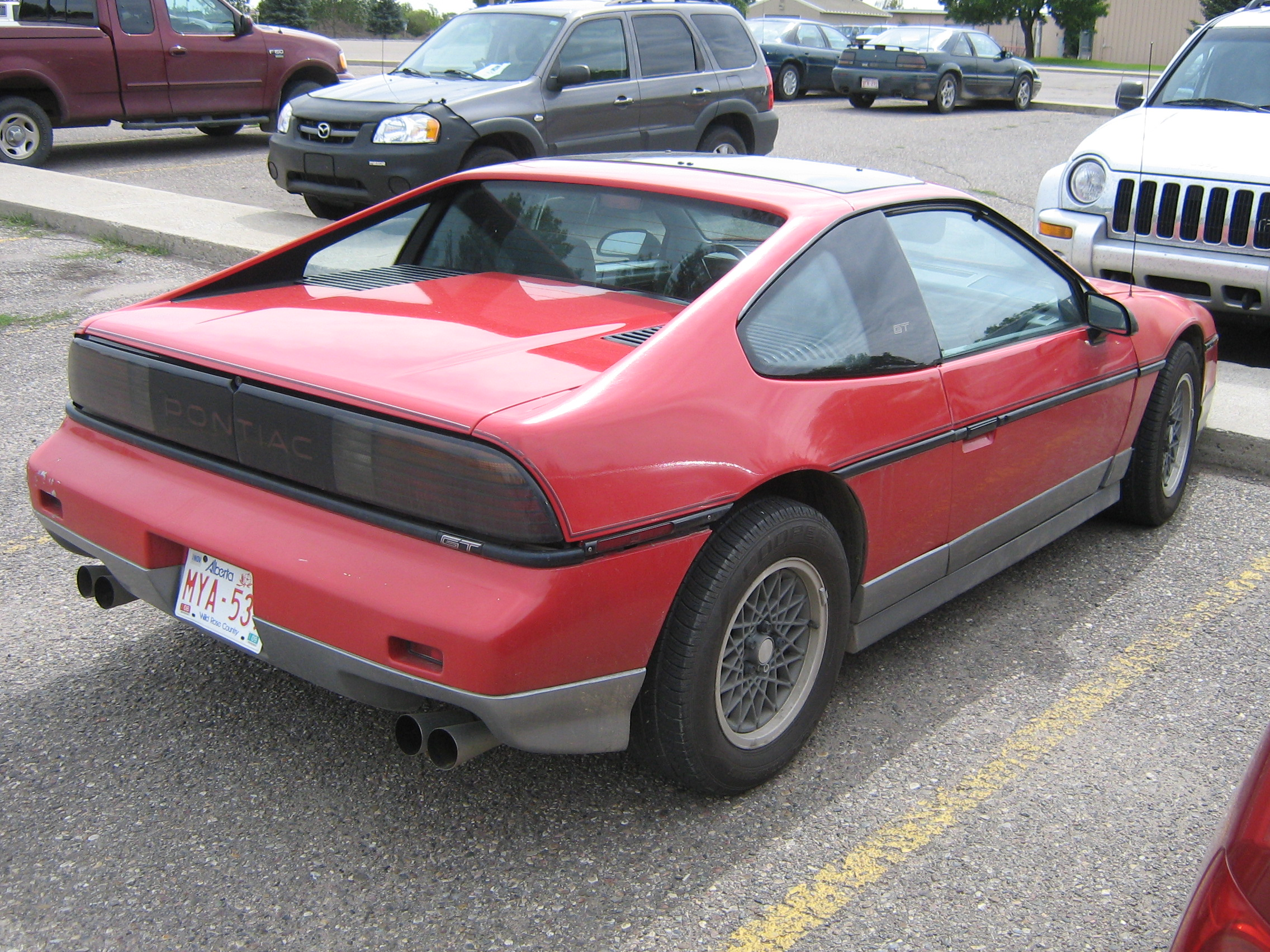
Pontiac Fiero GT fastback

Model Fiero stanowił pierwszy pojazd marki z centralnie umieszczonym silnikiem w tylnej części pojazdu, a jego nadwozie wykonane było z paneli z włókna szklanego. Początkowo Fiero występował z czterocylindrową jednostką Iron Duke o pojemności 2,5 l i mocy 92 KM. Silnik ten współpracował z przekładnią ręczną o czterech przełożeniach, lub 3-stopniową skrzynią automatyczną.
Przekładnia ręczna posiadała nadbieg, co przyczyniało się do zmniejszenia zużycia paliwa. W pierwszym roku produkcji pojawiła się seria limitowana Indy Pace Car, replika samochodu bezpieczeństwa z wyścigu Indianapolis 500. Przystosowany do wyścigu, Fiero wyróżniał się malowaniem w kolorze białym oraz silnikiem Super Duty 4, o pojemności 2,7 l i o mocy 232 KM. Jednostka 2,7 l wymagała dodatkowego wlotu powietrza, który został zainstalowany na dachu. Odmiana drogowa została wyprodukowana w liczbie 2000 egzemplarzy, wykorzystywała bazowe silniki 2,5 l, choć Pontiac oferował zestaw części umożliwiający modyfikację silników Iron Duke do standardu Super Duty 4 o pojemnościach 2,7 l oraz 3,0 l.
W 1985 roku wprowadzono 6-cylindrowy silnik o pojemności 2,8 l, o mocy 140 KM, zasilany wielopunktowym wtryskiem paliwa. Jednostka 2.8 występowała w odmianie Fiero GT. W przypadku silnika R4 za przeniesienie napędu mogła odpowiadać ręczna skrzynia biegów o 5-ciu przełożeniach, dostarczana przez Isuzu.

### Dane techniczne
| Kod silnika | Liczba cylindrów Rozrząd Liczba zaworów | Pojemność skokowa | Średnica cylindra Skok tłoka | Zasilanie paliwem    | Moc    | Moment obr.          | Stopień sprężania | Przekładnia        | Przyśp. | V-max    |
| ----------- | --------------------------------------- | ----------------- | ---------------------------- | -------------------- | ------ | -------------------- | ----------------- | ------------------ | ------- | -------- |
| LQ9         | R4 OHV 8V                               | 2471 cm3          | 101 mm 76,2 mm               | monowtrysk           | 92 KM  | 182 Nm 2800 obr./min | 8,2:1             | 4-biegowa manualna | 12 s    | 166 km/h |
| L44         | V6 OHV 12V                              | 2838 cm3          | 88,9 mm 76,2 mm              | wtrysk wielopunktowy | 140 KM | 230 Nm 3600 obr./min | 9:1               | 5-biegowa manualna | 8,3 s   | 200 km/h |

### Produkcja modelu
1984:
| Model            | Liczba egzemplarzy |
| ---------------- | ------------------ |
| Fiero            | 7099               |
| Fiero Sport      | 62 070             |
| Fiero SE         | 65 671             |
| Łączna produkcja | 136 840            |

1985:
| Model            | Liczba egzemplarzy |
| ---------------- | ------------------ |
| Fiero            | 5280               |
| Fiero Sport      | 23 823             |
| Fiero SE         | 24 724             |
| Fiero GT         | 22 534             |
| Łączna produkcja | 76 371             |

1986:
| Model            | Liczba egzemplarzy |
| ---------------- | ------------------ |
| Fiero            | 9143               |
| Fiero Sport      | 24 866             |
| Fiero SE         | 32 305             |
| Fiero GT         | 17 660             |
| Łączna produkcja | 83 974             |

1987:
| Model            | Liczba egzemplarzy |
| ---------------- | ------------------ |
| Fiero            | 23 603             |
| Fiero Sport      | 3135               |
| Fiero SE         | 3875               |
| Fiero GT         | 15 968             |
| Łączna produkcja | 46 581             |

1988:
| Model            | Liczba egzemplarzy |
| ---------------- | ------------------ |
| Fiero            | 13 910             |
| Fiero Formula    | 5643               |
| Fiero GT         | 6849               |
| Łączna produkcja | 26 402             |

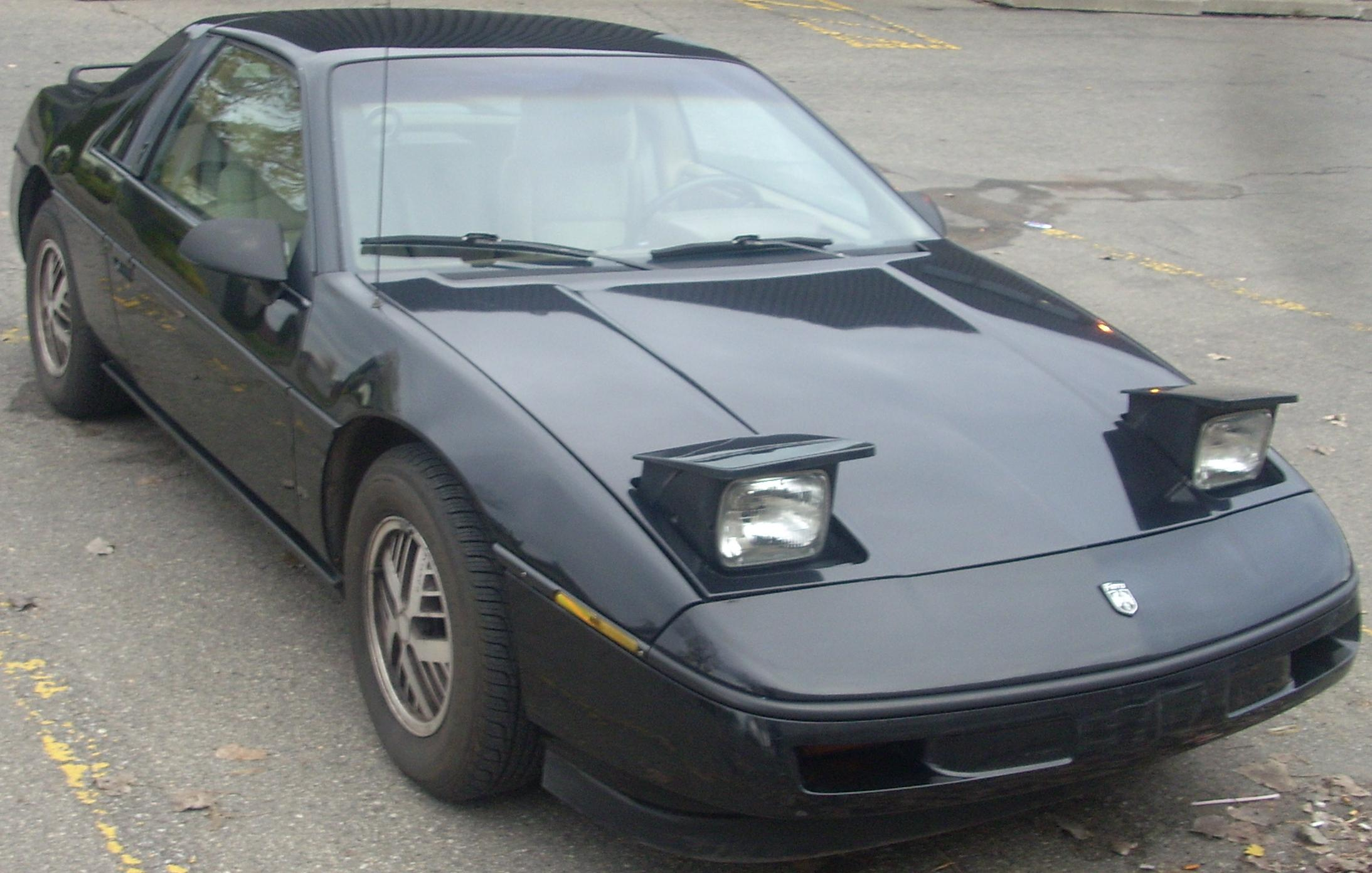
Pontiac Fiero - otwarte reflektory

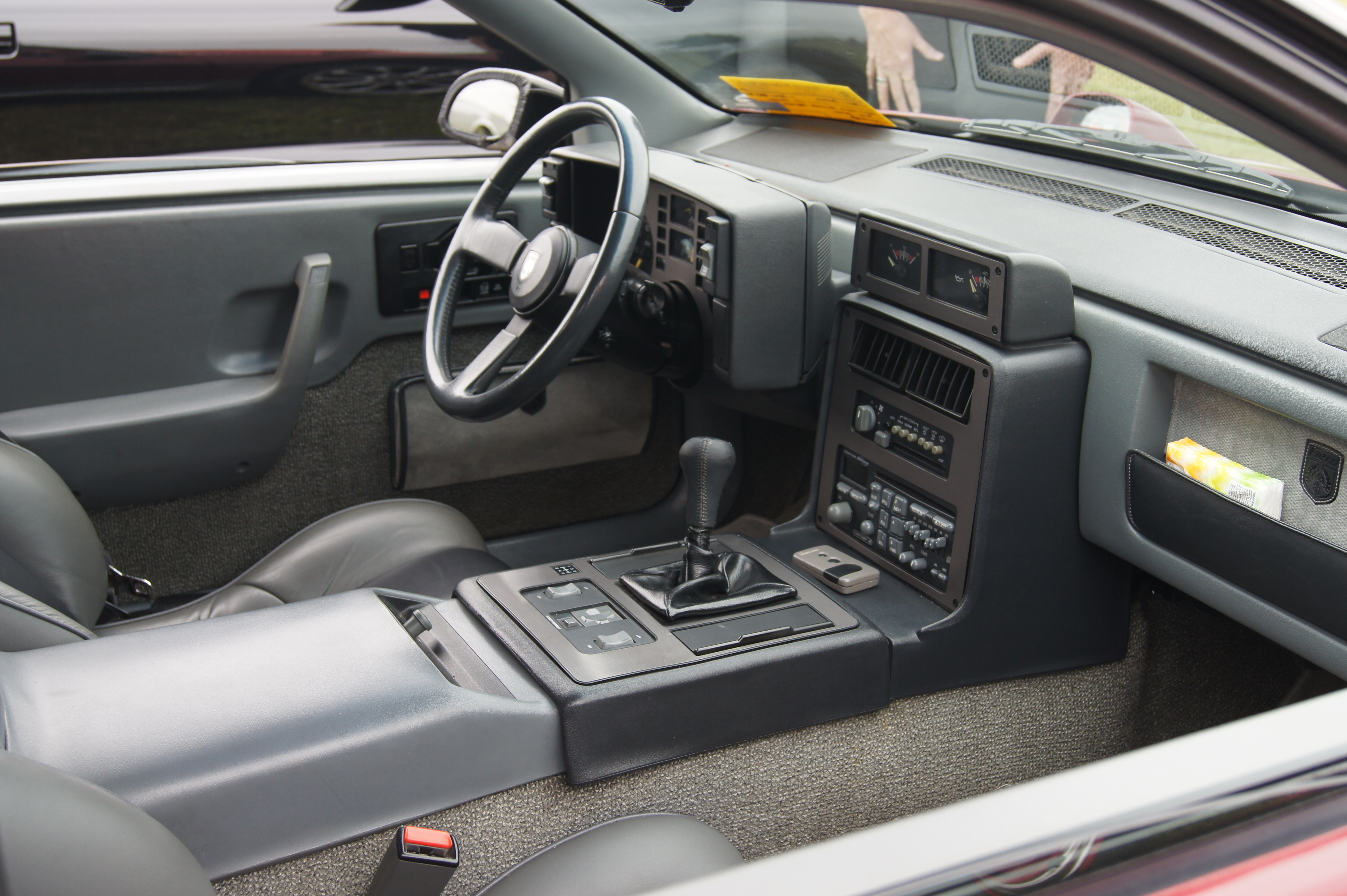
Kabina (ręczna skrzynia biegów)

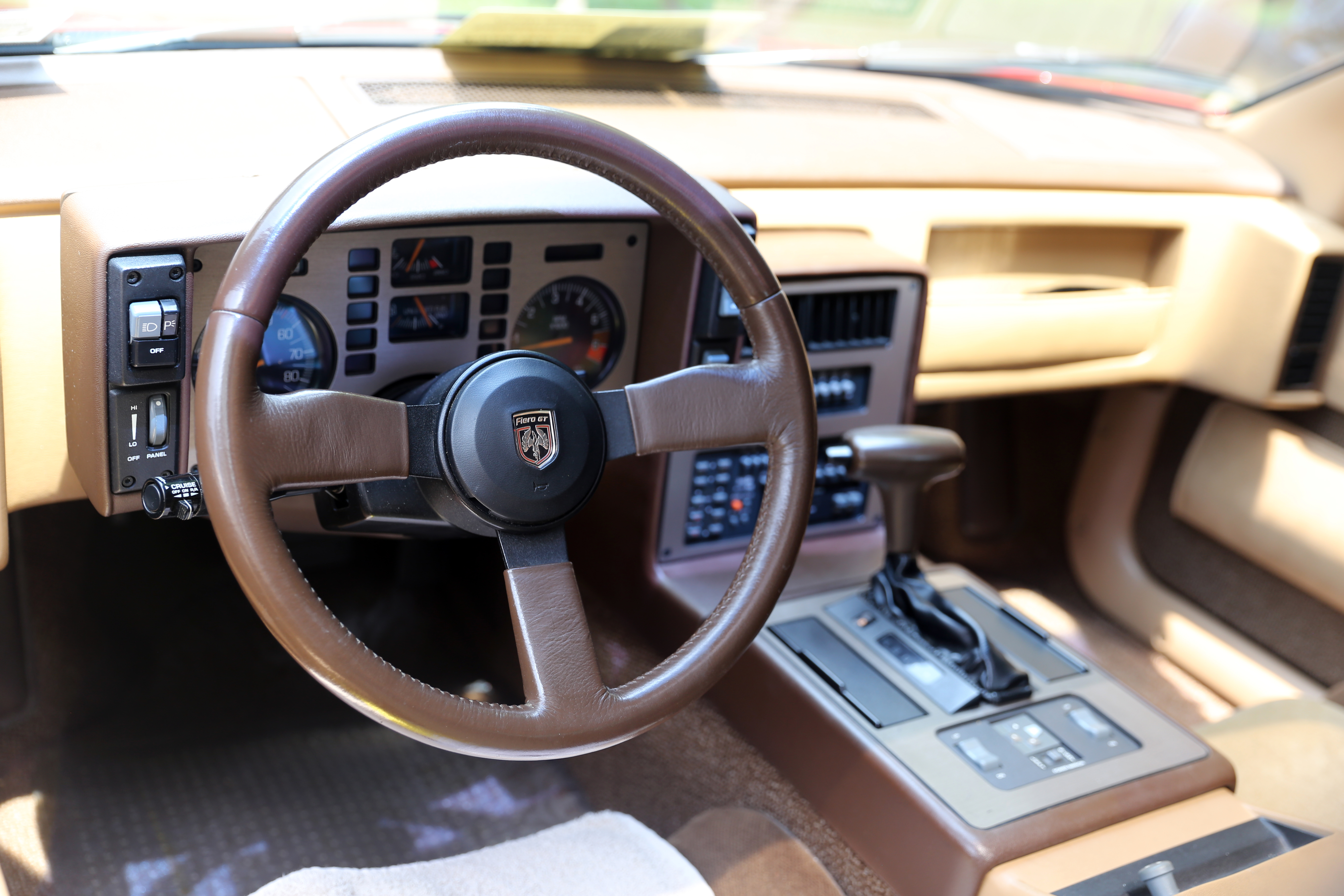
Deska rozdzielcza (automatyczna skrzynia biegów)

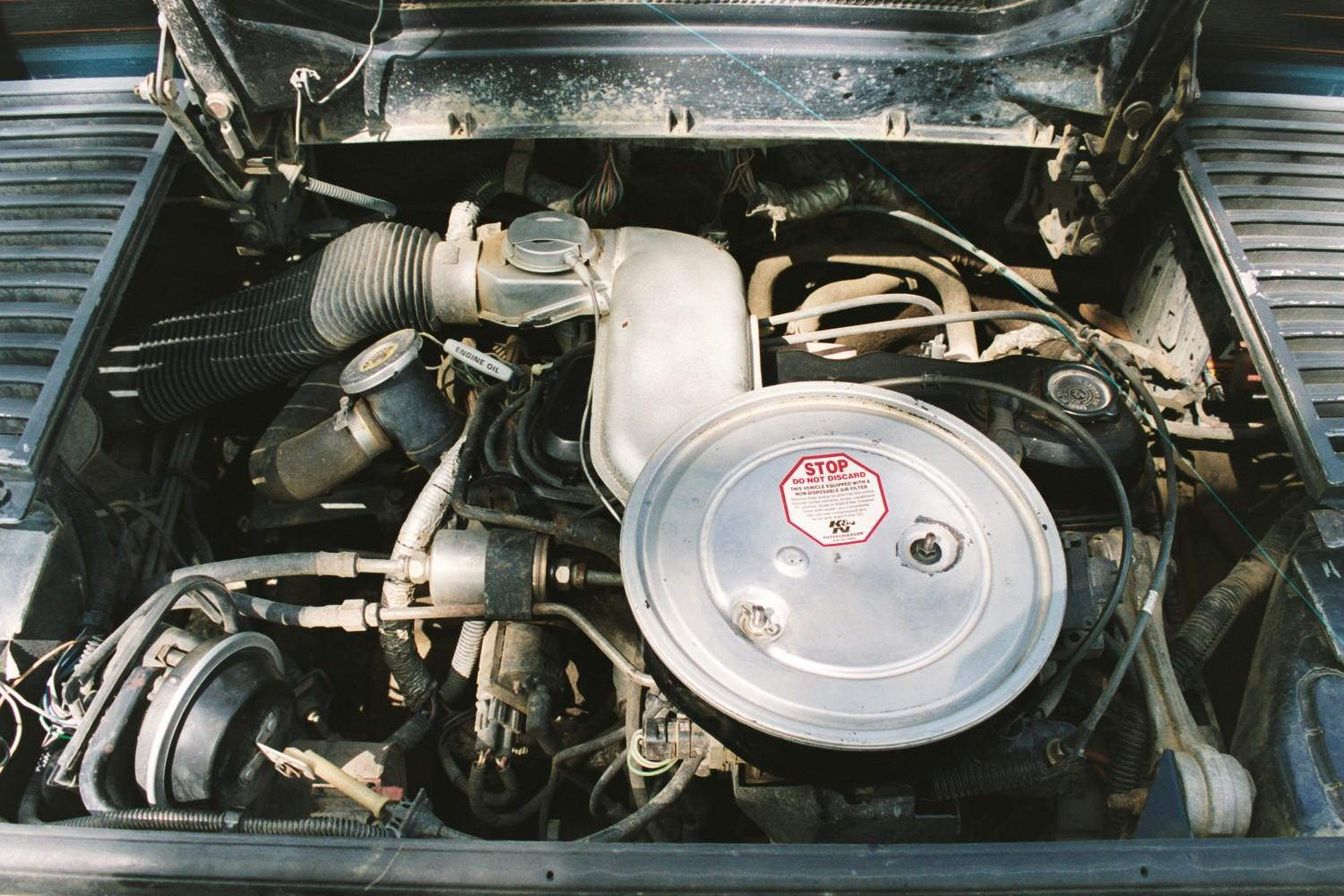
Silnik 4-cylindrowy 2,5 l

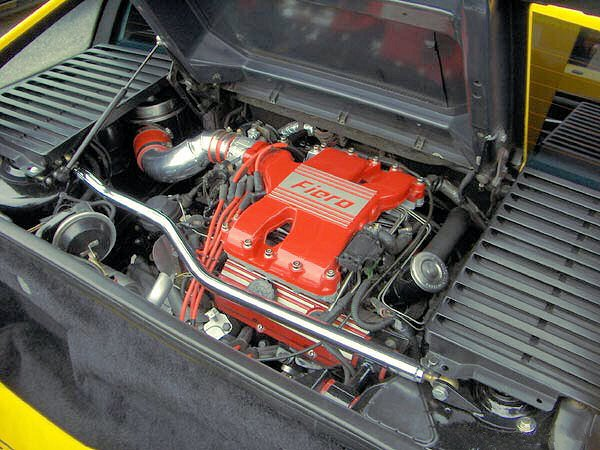
Silnik 6-cylindrowy 2,8 l

Łącznie wyprodukowano 370 168 egzemplarzy Pontiaca Fiero.